# 仙三
仙三（せんぞう、本名：池田 仙三、1982年9月4日 - ）は、日本の総合格闘家、元プロボクサー。パラエストラ千葉ネットワーク所属。埼玉県出身。
元フライ級キング・オブ・パンクラシスト。第61回東日本スーパーフライ級新人王獲得、第19回KSD杯争奪B級トーナメントバンタム級優勝。

## 来歴
宮城県仙台市に生まれ埼玉県で育つ。弱い自分を変えたいと東京都北区王子に開設されたドリームボクシングジムに入門。
成績は2004年11月3日、第61回東日本スーパーフライ級新人王獲得。 2005年11月1日、第19回KSD杯争奪B級トーナメントバンタム級 優勝。8戦8勝(1KO)。 その後、引退。
プロボクサーとして再起を決め、プロテストを再度受け合格したものの、試合が組まれず練習ばかりの日々が数年続きボクサー人生に終止符を打つ。

### 総合格闘技
友人の紹介で埼玉県川口市の総合格闘技ジムFREEDOM@OZ（フリーダムオズ）に入会。アマチュア時代はボクシングの経歴も活かせず成績を残せず、くすぶる時期を過ごす。
その後、プロに転向。パンクラス出場をきっかけに、地道に実績をあげる。
2015年2月1日、PANCRASE 264でカツオと対戦し、KO勝ちを収める。この勝利によりスーパーフライ級（現フライ級）ランキングにランクインされた。
2015年7月18日、オーストラリアで行われたHex Fight Series 3のHex Fight Seriesフライ級王座決定戦でチャーリー・アランツと対戦し、0-3の判定負けを喫し王座獲得に失敗した。
2017年8月20日、PANCRASE 289でのフライ級キング・オブ・パンクラス・タイトルマッチで王者のマモルに挑戦し、3-0の判定勝ちを収め王座獲得に成功した。
2018年2月4日、PANCRASE 293でのフライ級キング・オブ・パンクラス・タイトルマッチで挑戦者の若松佑弥と対戦し、ヒザ蹴りによるTKO勝ちを収め初防衛に成功した。
2019年1月、パラエストラ千葉ネットワークへ所属ジムを移籍。
2019年3月31日、ONE Championship: A NEW ERAで行われたONEフライ級ワールドグランプリ準々決勝でダニー・キンガッドと対戦し判定負け。
2022年1月24日、防衛戦の見通しが立たない為、フライ級キング・オブ・パンクラシストのベルトを返上した。

## 戦績

### プロボクシング
| プロボクシング 戦績 | プロボクシング 戦績 | プロボクシング 戦績 | プロボクシング 戦績 | プロボクシング 戦績 | プロボクシング 戦績 | プロボクシング 戦績 |
| ------------------- | ------------------- | ------------------- | ------------------- | ------------------- | ------------------- | ------------------- |
| 8 試合              | (T)KO               | 判定                | その他              | 引き分け            | 無効試合            |                     |
| 8 勝                | 1                   | 7                   | 0                   | 0                   | 0                   |                     |
| 0 敗                | 0                   | 0                   | 0                   | 0                   | 0                   |                     |

### プロ総合格闘技
| 総合格闘技 戦績 | 総合格闘技 戦績 | 総合格闘技 戦績 | 総合格闘技 戦績 | 総合格闘技 戦績 | 総合格闘技 戦績 | 総合格闘技 戦績 |
| --------------- | --------------- | --------------- | --------------- | --------------- | --------------- | --------------- |
| 18 試合         | (T)KO           | 一本            | 判定            | その他          | 引き分け        | 無効試合        |
| 13 勝           | 4               | 1               | 8               | 0               | 1               | 0               |
| 4 敗            | 1               | 0               | 3               | 0               | 1               | 0               |

| 勝敗 | 対戦相手             | 試合結果                            | 大会名                                                                | 開催年月日     |
| ○    | 澤田龍人             | 2R 3:09 TKO（グラウンドでの膝蹴り） | ONE Championship: ONEX                                                | 2022年3月26日  |
| ○    | エリピツア・シレガー | 3R 2:00 KO（ボディーブロー）        | ONE Championship: HEAVY HITTERS                                       | 2022年1月14日  |
| ○    | リャン・フイ         | 5分3R終了 判定3-0                   | ONE Championship: COLLISION COURSE II                                 | 2020年12月18日 |
| ×    | リト・アディワン     | 1R 1:57 TKO（肘の負傷）             | ONE Championship: CENTURY PART I                                      | 2019年10月12日 |
| ×    | ダニー・キンガッド   | 5分3R終了 判定0-3                   | ONE Championship: A NEW ERA 【ONEフライ級ワールドグランプリ準々決勝】 | 2019年3月31日  |
| ○    | 若松佑弥             | 5R 2:18 TKO（ヒザ蹴り）             | PANCRASE 293 【フライ級キング・オブ・パンクラス・タイトルマッチ】     | 2018年2月4日   |
| ○    | マモル               | 5分5R終了 判定3-0                   | PANCRASE 289 【フライ級キング・オブ・パンクラス・タイトルマッチ】     | 2017年8月20日  |
| ○    | タテキ・マツダ       | 5分3R終了 判定3-0                   | PANCRASE 285                                                          | 2017年3月12日  |
| ○    | 安永有希             | 5分3R終了 判定3-0                   | PANCRASE 282                                                          | 2016年11月13日 |
| ×    | マモル               | 5分3R終了 判定1-2                   | PANCRASE 277                                                          | 2016年4月24日  |
| ○    | 山本あつし           | 1R 2:51 TKO（チョークスリーパー）   | PANCRASE 273                                                          | 2015年12月13日 |
| ○    | 藤井伸樹             | 3分3R終了 判定3-0                   | PANCRASE 271                                                          | 2015年11月1日  |
| ×    | チャーリー・アランツ | 5分5R終了 判定0-3                   | Hex Fight Series 3 【Hex Fight Seriesフライ級王座決定戦】             | 2015年7月18日  |
| ○    | 加藤直之             | 3分3R終了 判定3-0                   | PANCRASE 267                                                          | 2015年5月31日  |
| ○    | カツオ               | 1R 0:53 KO（左ストレート）          | PANCRASE 264                                                          | 2015年2月1日   |
| △    | 中山ハルキ           | 3分3R終了 判定1-0                   | PANCRASE 262                                                          | 2014年11月2日  |
| ○    | 山石大樹             | 3分3R終了 判定3-0                   | Bayside FIGHT.3 【第20回ネオブラッド・トーナメント フライ級 1回戦】   | 2014年4月20日  |
| ○    | 己吏人               | 5分2R終了 判定3-0                   | GRACHAN 10                                                            | 2013年7月15日  |

### アマチュア総合格闘技
| 勝敗 | 対戦相手   | 試合結果                   | 大会名                                                                                   | 開催年月日     |
| ×    | 中山ハルキ | 2R（5分/3分）終了 判定0-3  | PANCRASE 2012 PROGRESS TOUR 【第19回ネオブラ予選トーナメント スーパーフライ級 決勝】     | 2012年12月1日  |
| ○    | 児玉勇也   | 1R 3:18 チョークスリーパー | PANCRASE 2012 PROGRESS TOUR 【第19回ネオブラ予選トーナメント スーパーフライ級 1回戦】    | 2012年12月1日  |
| ×    | 古賀靖隆   | 1R 2:57 TKO                | パンクラスゲート9thCHANCE 【第18回ネオブラ予選トーナメント スーパーフライ級 準決勝】     | 2012年1月22日  |
| ○    | 松尾剛     | 2R（5分/3分）終了 判定3-0  | パンクラスゲート9thCHANCE 【第18回ネオブラ予選トーナメント スーパーフライ級 1回戦】      | 2012年1月22日  |
| ×    | 小島壮太   | 5分1R終了 判定0-3          | DEEPフューチャーキングトーナメント2011 【フューチャーキングトーナメント フライ級 1回戦】 | 2011年12月10日 |

## 獲得タイトル
- 2004年11月3日　第61回東日本スーパーフライ級新人王
- 2005年 11月1日　第19回KSD杯争奪B級トーナメントバンタム級 優勝
- 第5代フライ級キング・オブ・パンクラス王座（2017年）

## 出演

### テレビ
- LINEライブ　パンクラス総合情報発信番組『パンクラスTV』（2017年11月24日、LINEライブ）